# Thaon-les-Vosges
Thaon-les-Vosges es una comuna nueva francesa situada en el departamento de Vosgos, de la región de Gran Este.

## Historia
Fue creada el 1 de enero de 2016, en aplicación de una resolución del prefecto de Vosgos de 24 de diciembre de 2015 con la unión de las comunas de Girmont, Oncourt y Thaon-les-Vosges, pasando a estar el ayuntamiento en la antigua comuna de Thaon-les-Vosges.
La comuna se denominó Capavenir-Vosges hasta el 31 de diciembre de 2021.

## Demografía
| Gráfica de evolución demográfica de Thaon-les-Vosges entre 1800 y 2013 |
|                                                                        |

Los datos entre 1800 y 2013 son el resultado de sumar los parciales de las tres comunas que forman la nueva comuna de Thaon-les-Vosges, cuyos datos se han cogido de 1800 a 1999, para las comunas de Girmont, Oncourt y Thaon-les-Vosges de la página francesa EHESS/Cassini. Los demás datos se han cogido de la página del INSEE.

## Composición
| Comuna delegada  | Código INSEE | Población (2013) | Superficie (km²) | Densidad (hab./km²) |
| ---------------- | ------------ | ---------------- | ---------------- | ------------------- |
| Girmont          | 88204        | 993              | 12.73            | 78                  |
| Oncourt          | 88337        | 185              | 3.94             | 47                  |
| Thaon-les-Vosges | 88465        | 7895             | 11.70            | 675                 |